# MaK 850 D
A MaK 850 D négytengelyes dízel-hidraulikus mozdonysorozat, a MaK 800 D továbbfejlesztett változata, melyet a Maschinenbau Kiel (MaK) gyártott 1957 és 1966 között az első típusprogramjának részeként, összesen 32 példányban.

## Műszaki részletek
A 850 D a MaK 800 D 1957 és 1965 között gyártott példányainál is használt hosszabb keretre épült. A vezetőfülkék teteje a 800 D-hez hasonlóan túlnyúlnak a vezetőfülkén, napellenzőként működnek. A típusba a MaK „MA 301 AK” típusú motorját szerelték, mely 750 min⁻¹ fordulaton 850 metrikus lóerő (625 kW) névleges teljesítményt ad le. A mozdony legnagyobb megengedett sebessége 80 km/h (50 mph), szolgálati tömege 52–66 t (51–65 angol tonna; 57–73 amerikai tonna).

## Üzemeltetők
A kubai Ferrocarriles Occidentales de Cubának 23, míg a svédországi Nora Bergslags Järnvägnak kettő példányt szállítottak a típusból, a többi német magánvasutakhoz és ipari vállalatokhoz került.
Az 1000012 gyári számú mozdonyt eredetileg MaK 1000 D típusnak építették, azonban később MaK „MA 302 BA” típusú motorral szerelték fel, amely 716 min⁻¹ fordulaton 860 metrikus lóerő (633 kW) névleges teljesítményű, így több adatbázis is 1000 D és 850 D típusúként is megemlíti.
| MaK 850 D-mozdonyok listája |             |                             |                                         | |
| Gyártási szám               | Gyártás éve | Első üzemeltető             | Legutóbbi üzemeltető                    | Megjegyzés |
| 800078                      | 1957        | FOC „8563“                  | FOC „8563“                              | |
| 800079                      | 1957        | FOC „8564“                  | FOC „8564“                              | |
| 800080                      | 1957        | FOC „8565“                  | FOC „8565“                              | |
| 800081                      | 1957        | FOC „8566“                  | FOC „8566“                              | |
| 800082                      | 1957        | FOC „8567“                  | FOC „8567“                              | |
| 800083                      | 1957        | FOC „8568“                  | FOC „8568“                              | |
| 800084                      | 1957        | FOC „8569“                  | FOC „8569“                              | |
| 800085                      | 1957        | FOC „8570“                  | FOC „8570“                              | |
| 800086                      | 1957        | FOC „8571“                  | FOC „8571“                              | |
| 800087                      | 1957        | FOC „8572“                  | FOC „8572“                              | |
| 800088                      | 1957        | FOC „8573“                  | FOC „8573“                              | |
| 800089                      | 1957        | FOC „8574“                  | FOC „8574“                              | |
| 800090                      | 1957        | HzL „V 82“                  | CLF „11“                                | 2005-ben letétbe helyezték, majd motorjától megfosztották |
| 800096                      | 1957        | FOC „8515“                  | FOC „8515“                              | |
| 800097                      | 1957        | FOC „8516“                  | FOC „8516“                              | |
| 800098                      | 1957        | FOC „8517“                  | FOC „8517“                              | |
| 800099                      | 1957        | FOC „8518“                  | FOC „8518“                              | |
| 800100                      | 1957        | FOC „8519“                  | FOC „8519“                              | |
| 800103                      | 1957        | FOC „8519“                  | FOC „8519“                              | |
| 800104                      | 1957        | FOC „8520“                  | FOC „8520“                              | |
| 800105                      | 1957        | FOC „8521“                  | FOC „8521“                              | |
| 800106                      | 1957        | FOC „8522“                  | FOC „8522“                              | |
| 800107                      | 1957        | FOC „8523“                  | FOC „8523“                              | |
| 800108                      | 1957        | FOC „8524“                  | FOC „8524“                              | Holléte nem ismert |
| 800146                      | 1962        | MaK                         | MaK                                     | Holléte nem ismert |
| 800147                      | 1962        | ARBED „7“                   | Saarstahl „76“                          | 1995-ben selejtezték |
| 800148                      | 1964        | Rheinstahl Hüttenwerke „83“ | Cooperativa Lavori Ferroviari „5“       | |
| 800149                      | 1964        | Deutsche Solvay Werke „7“   | Sigifer „MI 7158“                       | 2005-ben az IPE Locomotori S.p.A. felújította |
| 800150                      | 1965        | MKB „V 13“                  | Impresa Angelo Mazzi „DD FMT VR 0074 R“ | |
| 800151                      | 1963        | NBJ „T 23“                  | NBVJ „T 23“                             | |
| 800152                      | 1963        | NBJ „T 24“                  | NBJ „T 24“                              | 1986-ban selejtezték |
| 800153                      | 1966        | ARBED „11“                  | Saarstahl „77“                          | 1995-ben selejtezték |
| 1000012                     | 1959        | OHE „100033“                | VVM „5“                                 | Gyárilag MaK 1000 D típusnak építették, később azonban a teljesítmény tekintetében a 850 D sorozathoz közelebb álló motorral szerelték fel. UIC-pályaszáma: 98 80 3265 501-7 D-VVM |

## Fordítás
- Ez a szócikk részben vagy egészben  a   MaK 850 D című német Wikipédia-szócikk ezen változatának fordításán alapul.  Az eredeti cikk szerkesztőit annak laptörténete sorolja fel. Ez a jelzés csupán a megfogalmazás eredetét és a szerzői jogokat jelzi, nem szolgál a cikkben szereplő információk forrásmegjelöléseként.